# No Smoking (film)
No Smoking är en indisk Bollywood-film i genren psykologisk thriller. Filmen är regisserad av Anurag Kashyap och för produktionen stod Vishal Bharadwaj och Kumar Mangat för Eros Entertainment och Big Screen Entertainment Pvt. I huvudrollerna ses John Abraham, som är den kedjerökande mannen i 30-40-årsåldern som filmen kretsar kring, samt Ayesha Takia, Ranvir Shorey och Paresh Rawal. Filmen nominerades till flera filmgalor 2008, framförallt för de tekniska delarna, inklusive tre Filmfare-nomineringar. 2011 visades filmen på flera filmfestivaler i Indien och Kina och fick då motta fler utmärkelser.

## Utmärkelser
53:e Filmfare-festivalen
- Nominerad: Filmfare Award for Best Art Direction - Wasiq Khan
- Nominerad: Filmfare Award for Best Cinematographer - Rajeev Ravi
- Nominerad: Filmfare Award for Best Special Effects - Sudeepto Bose[5]